# Lasgraisses
Lasgraisses (inoffiziell auch Lasgraïsses; okzitanisch Las Graissas) ist eine französische Gemeinde mit 575 Einwohnern (Stand: 1. Januar 2022) im Département Tarn in der Region Okzitanien. Lasgraisses gehört zum Arrondissement Albi und zum Kanton Les Deux Rives. Die Einwohner werden Lasgraïssois und Lasgraïssoises genannt.

## Geographie
Lasgraisses liegt in der Région naturelle Gaillacois, etwa 54 Kilometer nordöstlich von Toulouse und etwa 15 Kilometer südwestlich von Albi. Das Gebiet der Gemeinde wird von den Flüssen Candou, Agros, Brignou und verschiedenen anderen kleinen Wasserläufen entwässert.
Umgeben wird Lasgraisses von den Nachbargemeinden Cadalen im Norden und Westen, Fénols im Norden, Orban im Osten und Nordosten, Sieurac im Südosten sowie Labessière-Candeil im Süden.

## Bevölkerungsentwicklung

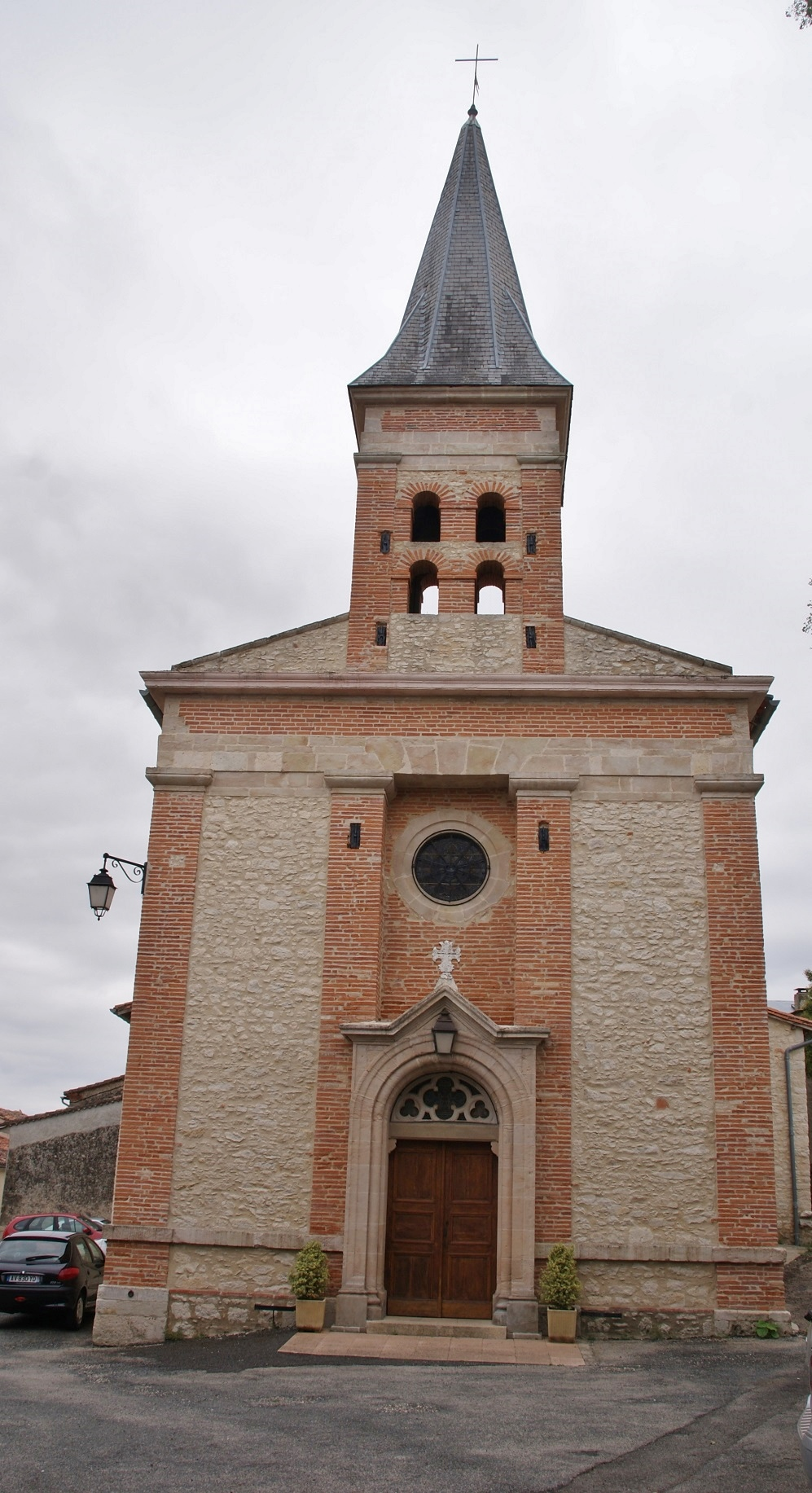
Kirche Notre-Dame

| 1962                       | 1968 | 1975 | 1982 | 1990 | 1999 | 2006 | 2013 | 2020 |
| -------------------------- | ---- | ---- | ---- | ---- | ---- | ---- | ---- | ---- |
| 361                        | 356  | 318  | 316  | 314  | 323  | 335  | 465  | 558  |
| Quellen: Cassini und INSEE |      |      |      |      |      |      |      |      |

## Sehenswürdigkeiten
- Kirche Notre-Dame
- Herrenhaus Bouliou aus dem 15. Jahrhundert

## Persönlichkeiten
- Jacques-Pierre de Taffanel de La Jonquière (1685–1752), französischer Admiral und Generalgouverneur von Neufrankreich, geboren in Lasgraisses
- Charles-Louis Du Pin (1815–1868), französischer Offizier, Kommandeur der Konterguerilleros in Mexiko, geboren in Lasgraisses